# Stopa bezrobocia
Stopa bezrobocia – liczba statystyczna opisująca nasilenie zjawiska bezrobocia w danej populacji.
Najczęściej definiuje się stopę bezrobocia jako stosunek liczby osób bezrobotnych do liczby ludności aktywnej zawodowo (zasobu siły roboczej danej populacji). Tak zdefiniowaną stopę bezrobocia oblicza się różnie, w zależności od przyjętej definicji osoby bezrobotnej.
- najczęściej praktykowane (ponieważ najprostsze do wyliczenia), ale nie do końca prawidłowe, jest podawanie stopy bezrobocia rejestrowanego, do wyliczenia której przyjmuje się, że bezrobotny, to osoba, która jest aktualnie zarejestrowana zgodnie z prawem danego kraju, jako poszukująca pracy.
- natomiast Międzynarodowa Organizacja Pracy zaleca wyliczanie stopy bezrobocia zgodnie z następującą definicją: za bezrobotną uważa się osobę, która spełnia równocześnie wszystkie poniższe warunki:
  - ukończyła 15 lat;
  - aktualnie nie pracuje (nie świadczy pracy w rozumieniu definicji MOP), ani nie odbywa przyuczenia do zawodu z elementami nauki praktycznej;
  - poszukiwała aktywnie pracy w tygodniu badania lub w ciągu 6 tygodni poprzedzających badanie;
  - jest zdolna do podjęcia pracy w tygodniu badanym lub następnym i wyraża gotowość podjęcia takiej pracy.

W Polsce podaje się najczęściej stopę bezrobocia rejestrowanego, natomiast GUS bada także stopę bezrobocia według definicji MOP (w ramach BAEL – Badania Aktywności Ekonomicznej Ludności, co kwartał na próbie rotacyjnej 20 000 gospodarstw domowych). Stopa bezrobocia rejestrowanego wypada przeciętnie ok. 1,5% poniżej stopy bezrobocia ustalonej w tym badaniu.
Drugi, zdecydowanie rzadziej spotykany sposób wyliczania stopy bezrobocia jest relacją liczby osób bezrobotnych do liczby ludności w wieku produkcyjnym, tj. do liczby osób w granicach wiekowych określających w danym kraju wiek produkcyjny. Stopa bezrobocia obliczona tym sposobem jest zawsze niższa, bo liczebność ludności w wieku produkcyjnym jest zawsze większa od liczebności ludności aktywnej ekonomicznie.

## Rzeczywista stopa bezrobocia
Dotyczy wszystkich bezrobotnych, niezależnie od przyczyn, dla których pozostają bez pracy. Jest ona generalnie zawsze wyższa, od podawanej jako wyliczenie rejestracji bezrobotnych do ludności. Wynika to z faktu braku rejestracji danej osoby, gdy nie jest ona zaliczana do grupy rejestrowanej z racji np. braku rejestracji czy odmowy zarejestrowania z powodu braku formalnego. Np. w 2012 rzeczywista stopa bezrobocia na koniec lipca w Polsce wynosiła 15,3%. Stopa bezrobocia rejestrowanego według statystyk Ministerstwa Pracy w tym okresie wynosiła 12,3% (rejestrowane 2 mln, a niemal 2,5 mln bezrobotnych według rzeczywistego).